# 晉北龍屬
晉北龍屬（以中國山西省命名，意為“山西北部的蜥蜴”）是中國山西省灰泉堡組中發現的一屬暴龍類恐龍，模式種是王氏晉北龍（Jinbeisaurus wangi），種名紀念中國古生物學家王鎖柱。它是山西已知的第一種非鳥類獸腳類動物。對標本的分析表明晉北龍比雄關龍等暴龍類衍生得更多，在繫統發育上也比郊狼暴龍更為先進。
晉北龍最初被視為一只幼年特暴龍，至到2019年才成為一個獨立的屬。

## 叙述
该属所知于正模标本SMG V0003，化石包括“一对上颌骨（接近完整的右侧部分和不完整的左侧部分）、一个不完整的右齿骨、两个颈椎椎体、五个背椎椎体和一个不完整的右耻骨。”它与其它暴龍類的区别在于“一个宽的窗间柱（interfenestral strut）、一个位于前上頜隐窝（promaxillary recess）和上颌窦（maxillary antrum）之间的中隔（septum）末端上的深窝（fossa）、一列后排位置较低的齿骨孔（dentary foramina）、上颌齿和下颌齿的近中嵴（mesial carinae）和远中嵴（distal carinae）每单位长度上有相似数量的小齿，以及足部的后突（posterior process）和耻骨干（shaft of the pubis）之间大约70度的锐角”。